# پهنای بهی
پهنای بهی، روستایی از توابع بخش سده شهرستان اقلید در استان فارس ایران است.

## جمعیت
این روستا در دهستان دژکرد قرار دارد و براساس سرشماری مرکز آمار ایران در سال ۱۳۸۵، جمعیت آن ۲۹۷ نفر (۶۱خانوار) بوده‌است.